# Irvin McDowell
Irvin McDowell (15 de outubro, 1818 - 4 de maio, 1885) foi oficial do Exército dos Estados Unidos da América. Ganhou notoriedade como comandante das tropas da União derrotadas na Primeira Batalha de Bull Run, a primeira grande batalha da Guerra da Secessão.

## Vida
Nasceu em Columbus (Ohio), mas recebeu a educação na França até o ingresso na Academia Militar de West Point em 1834. Formado em 1838, tornou se instrutor na academia de 1841 a 1845, ensinando tática. Na Guerra Mexicano-Americana atuou como ajudante de campo do general J. E. Wool. Foi brevetado capitão por coragem na Batalha de Buena Vista.
Em maio de 1861, no início da Guerra da Secessão, foi nomeado general de brigada do exército regular. A promoção se deu por apadrinhamento do Secretário do Tesouro Salomon Chase, uma vez que McDowell não possuía nenhuma experiência de comando, nem mesmo de um esquadrão.  Foi lhe dado o comando do Departamento do Nordeste de Virgínia, que incluía as defesas de Washington. Como comandante do Departamento, formou o Exército do Nordeste de Virgínia, uma força de cerca de 35 mil homens.
Em julho do mesmo ano, sob intensa pressão política, concordou em avançar essa força ainda mal organizada e treinada em direção da capital confederada, Richmond. O movimento resultou no encontro com as tropas confederadas perto de Manassas Junction, dando início a Primeira Batalha de Bull Run. O plano de batalha de McDowell seria sólido, se executado por soldados veteranos sob comandantes experientes. Mas as dificuldades de coordenação fizeram com que McDowell conseguisse dispor apenas 18 mil homens para efetivamente participarem dos combates. Os inexperientes federais não aguentaram a pressão, e a batalha terminou no roteamento das linhas da União, dando causa a especulações não muito realistas sobre a possível tomada de Washington.
Substituído pelo George McClellan, McDowell retornou à ativa em Março de 1862, nomeado pelo presidente Abraham Lincoln para o comando de um dos corpos do Exército do Potomac, com a patente de major-general. McClellan, que não havia sido consultado a respeito preferiu destacá-lo para a defesa de Washington antes de partir para a sua Campanha Peninsular.
No comando do III corpo do Exército da Virgínia do general John Pope participou da 2ª Batalha de Bull Run, uma nova derrota dos Federais. Durante a maior parte do dia, Pope conseguiu colocar no campo de batalha apenas 32 mil dos seus soldados. McDowell, a frente de 20 mil homens desperdiçou o tempo em manobras fúteis, conseguindo engajar as suas tropas apenas em escaramuças marginais, já depois do sol ter se posto. Seguiu-se uma investigação que eximiu tanto o Pope quanto McDowell de responsabilidade. McDowell envolveu-se em mais uma controvérsia, servindo como testemunha de acusação no infame julgamento que condenou Fitz John Porter, o comandante do V Corpo, acusado de deslealdade, desobediência e má conduta em face ao inimigo naquela mesma batalha. Porter, a frente de 10 mil homens recebeu de Pope o comando de atacar o flanco direito do corpo confederado de Stonewall Jackson. A ordem não foi cumprida, selando, na versão do Pope, o desastre que se seguiu. Porter foi condenado, e “para sempre desqualificado de deter qualquer posição de confiança e lucro no governo dos Estados Unidos”. Anos depois da guerra, em 1886, os efeitos da condenação foram revertidos pelo Congresso, já que uma nova investigação provou a alegação de Porter: que a ordem do Pope era impossível de ser cumprida, pois o flanco direito de Jackson estava protegido pelas tropas recém chegadas de James Longstreet.
McDowell permaneceu em relativa inatividade até Julho de 1864, quando recebeu o comando do Departamento do Pacífico, longe das principais frentes de combate. No pós-guerra, comandou o Departamento do Leste, depois o Departamento do Sul e finalmente, pela segunda vez o Departamento do Pacífico. Reformou se em 1882, residindo em San Francisco até a morte.